# Iledon versicolor
Iledon versicolor är en svampart som beskrevs av Samuels & J.D. Rogers 1986. Iledon versicolor ingår i släktet Iledon, klassen Dothideomycetes, divisionen sporsäcksvampar och riket svampar.   Inga underarter finns listade i Catalogue of Life.